# Liste der Premierminister von Kasachstan
Dies ist eine Liste der Premierminister Kasachstans seit 1991.

## Regierungschef von Kasachstan

### Regierungschef der Alasch Orda (1917–1920)
| # | # | Name              | Lebensdaten | Amtsantritt       | Amtsaustritt | Partei        |
| - | - | ----------------- | ----------- | ----------------- | ------------ | ------------- |
| 1 |   | Älichan Bökeichan | 1866–1937   | 13. Dezember 1917 | 5. März 1920 | Alasch-Partei |

### Regierungschef der Kirgisischen ASSR (1920–1925)
| # | # | Name                          | Lebensdaten | Amtsantritt      | Amtsaustritt   | Partei                          |
| - | - | ----------------------------- | ----------- | ---------------- | -------------- | ------------------------------- |
| 1 |   | Wiktor Radus-Senkowitsch      | 1878–1967   | 26. August 1920  | Oktober 1920   | Kommunistische Partei Russlands |
| 2 |   | Äbdirachman Äitijew           | 1886–1936   | Oktober 1920     | Oktober 1920   | Kommunistische Partei Russlands |
| 3 |   | Wiktor Radus-Senkowitsch      | 1878–1967   | 12. Oktober 1920 | Oktober 1921   | Kommunistische Partei Russlands |
| 4 |   | Muchamed-Chafis Myrsaghalijew | 1887–1938   | Oktober 1921     | September 1922 | Kommunistische Partei Russlands |
| 5 |   | Säken Seifullin               | 1894–1938   | September 1922   | Oktober 1924   | Kommunistische Partei Russlands |
| 6 |   | Nyghmet Nurmaqow              | 1895–1937   | Oktober 1924     | 15. Juni 1925  | Kommunistische Partei Russlands |

### Regierungschef der Kasachischen ASSR (1925–1936)
| # | # | Name             | Lebensdaten | Amtsantritt   | Amtsaustritt     | Partei                          |
| - | - | ---------------- | ----------- | ------------- | ---------------- | ------------------------------- |
| 1 |   | Nyghmet Nurmaqow | 1895–1937   | 15. Juni 1925 | April 1929       | Kommunistische Allunions-Partei |
| 2 |   | Oras Issajew     | 1899–1968   | April 1929    | 5. Dezember 1936 | Kommunistische Allunions-Partei |

### Regierungschef der Kasachischen SSR (1936–1991)
| #  | # | Name                              | Lebensdaten | Amtsantritt        | Amtsaustritt       | Partei                |
| -- | - | --------------------------------- | ----------- | ------------------ | ------------------ | --------------------- |
| 1  |   | Oras Issajew                      | 1899–1968   | 5. Dezember 1936   | 24. Mai 1938       | Kommunistische Partei |
| 2  |   | Ybrajym Täschijew (kommissarisch) | 1904–1960   | 24. Mai 1938       | 17. Juli 1938      | Kommunistische Partei |
| 3  |   | Nurtas Ondassynow                 | 1904–1989   | 17. Juli 1938      | 24. März 1954      | Kommunistische Partei |
| 4  |   | Jelubai Taibekow                  | 1901–1991   | 24. März 1954      | 31. März 1955      | Kommunistische Partei |
| 5  |   | Dinmuchamed Qonajew               | 1912–1993   | 31. März 1955      | 20. Januar 1960    | Kommunistische Partei |
| 6  |   | Schumabek Täschenow               | 1915–1986   | 20. Januar 1960    | 6. Januar 1961     | Kommunistische Partei |
| 7  |   | Sälken Däulenow                   | 1907–1984   | 6. Januar 1961     | 13. September 1962 | Kommunistische Partei |
| 8  |   | Mässimchan Beissebajew            | 1908–1987   | 13. September 1962 | 26. Dezember 1962  | Kommunistische Partei |
| 9  |   | Dinmuchamed Qonajew               | 1912–1993   | 26. Dezember 1962  | 7. Dezember 1964   | Kommunistische Partei |
| 10 |   | Mässimchan Beissebajew            | 1908–1987   | 7. Dezember 1964   | 31. März 1970      | Kommunistische Partei |
| 11 |   | Bäiken Äschimow                   | 1917–2010   | 31. März 1970      | 22. März 1984      | Kommunistische Partei |
| 12 |   | Nursultan Nasarbajew              | * 1940      | 22. März 1984      | 27. Juli 1989      | Kommunistische Partei |
| 13 |   | Usaqbai Qaramanow                 | 1937–2017   | 27. Juli 1989      | 16. Oktober 1991   | Kommunistische Partei |
| 14 |   | Sergei Tereschtschenko            | 1951–2023   | 16. Oktober 1991   | 16. Dezember 1991  | parteilos             |

### Premierminister Kasachstans (seit 1991)
| #  | # | Name                         | Lebensdaten | Amtsantritt        | Amtsaustritt       | Partei                              |
| -- | - | ---------------------------- | ----------- | ------------------ | ------------------ | ----------------------------------- |
| 1  |   | Sergei Tereschtschenko       | 1951–2023   | 16. Dezember 1991  | 12. Oktober 1994   | parteilos                           |
| 2  |   | Äkeschan Qaschygeldin        | * 1952      | 14. Oktober 1994   | 10. Oktober 1997   | Partei der Volkseinheit Kasachstans |
| 3  |   | Nurlan Balghymbajew          | 1947–2015   | 10. Oktober 1997   | 1. Oktober 1999    | Partei der Volkseinheit Kasachstans |
| 4  |   | Qassym-Schomart Toqajew      | * 1953      | 1. Oktober 1999    | 28. Januar 2002    | Nur Otan                            |
| 5  |   | Imanghali Tasmaghambetow     | * 1956      | 28. Januar 2002    | 13. Juni 2003      | Nur Otan                            |
| 6  |   | Danial Achmetow              | * 1954      | 13. Juni 2003      | 10. Januar 2007    | Nur Otan                            |
| 7  |   | Kärim Mässimow               | * 1965      | 10. Januar 2007    | 24. September 2012 | Nur Otan                            |
| 8  |   | Serik Achmetow               | * 1958      | 24. September 2012 | 2. April 2014      | Nur Otan                            |
| 9  |   | Kärim Mässimow               | * 1965      | 2. April 2014      | 9. September 2016  | Nur Otan                            |
| 10 |   | Baqytschan Saghyntajew       | * 1963      | 9. September 2016  | 21. Februar 2019   | Nur Otan                            |
| 11 |   | Asqar Mamin                  | * 1965      | 25. Februar 2019   | 5. Januar 2022     | Nur Otan                            |
| 12 |   | Älichan Smajylow             | * 1972      | 5. Januar 2022     | 5. Februar 2024    | Amanat                              |
| 13 |   | Roman Skljar (kommissarisch) | * 1971      | 5. Februar 2024    | 6. Februar 2024    | Amanat                              |
| 14 |   | Olschas Bektenow             | * 1980      | 6. Februar 2024    | amtierend          | Amanat                              |